# Leah Hirsig

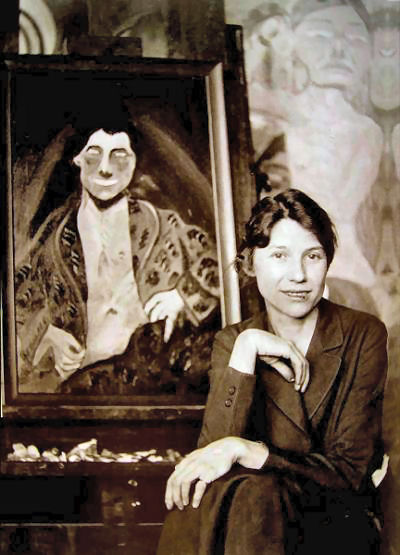
Leah Hirsig vor ihrem Porträt, gemalt von Aleister Crowley (ca. 1919).

Leah Hirsig (* 9. April 1883 in Trachselwald; † 22. Februar 1975 in Meiringen) war Muse, Freundin und „magische“ Partnerin des englischen Okkultisten Aleister Crowley in der Zeit der Abtei Thelema in Cefalù.

## Leben
Leah Hirsig war die jüngste Tochter von Gottlieb Hirsig (1844–1933), Wirt in Trachselwald, und Magdalena Luginbühl (1845–1923), welche kurz nach ihrer Scheidung von Gottlieb Hirisg mit der zweijährigen Leah und den weiteren fünf Töchtern nach New York emigrierte. Hirsig ließ sich zur Primarlehrerin ausbilden und unterrichtete in der Bronx, als sie um das Jahr 1918 Aleister Crowley kennenlernte. Die Umstände dieses Zusammentreffens sind unsicher, da nur durch Crowleys Autobiografie sowie durch spätere Berichte aus der Sensationspresse überliefert. Im Herbst 1919 reiste Leah mit ihrem 1917 geborenen Sohn in die Schweiz, um im Februar 1920 mit Crowley in Fontainebleau wieder zusammenzutreffen, wo sie ihre gemeinsame Tochter zur Welt brachte.
Im April 1920 gründeten Hirsig und Crowley zusammen mit Ninette Shumway (1894–1990) und deren 1916 geborenen Sohn die Abtei Thelema in einem verlassenen Bauernhaus oberhalb von Cefalù auf Sizilien als Zentrum der von Crowley propagierten Thelema-Religion. Hirsig wurde Crowleys rechte Hand und nahm sowohl in organisatorischen wie spirituellen Fragen eine entscheidende Rolle ein. Crowley betraute sie mit der Rolle der „scharlachroten Frau“ (Scarlet Woman), wie er seine Partnerinnen bei sexualmagischen Praktiken nannte, und gab ihr den „magischen Namen“ Alostrael („Gebärmutter Gottes“), später auch „Babalon“. Die Gemeinschaft in Cefalù zerfiel bereits im April 1923, als Crowley aus Italien ausgewiesen wurde, nachdem in der britischen Presse sensationell aufgemachte Artikel über angebliche Schwarze Messen und obszöne Rituale in Cefalù erschienen waren. Zuvor schon war die gemeinsame Tochter von Hirsig und Crowley gestorben.
Den Sommer 1923 verbrachte Crowley im nahegelegenen Tunis, während Hirsig zwischen Tunis und Cefalù hin- und herreiste. In dieser Zeit brachte ihre Schwester Alma Hirsig Bliss Leahs Sohn gegen den Willen seiner Mutter von Cefalù nach New York. Den Winter 1924/25 verbrachte Hirsig in großer Armut in Paris, nachdem Crowley sie verstoßen und sich eine neue „magische“ Partnerin zugelegt hatte. Hirsig blieb einige Jahre mit der Thelema-Bewegung verbunden und nahm unter anderem im August 1925 an der Seite Crowleys an der Weida-Konferenz teil. Am 4. Dezember 1925 brache sie in Leipzig ihren zweiten Sohn zur Welt. Anschließend kehrte sie mit ihrem Kind in die Schweiz zurück, distanzierte sich von Crowley und arbeitete wieder als Lehrerin. Sie war nie verheiratet.

## Wirkung
Hirsig hat Crowley zum Gedicht „Leah sublime“ (1920) angeregt, eines seiner bekanntesten und gleichzeitig obszönsten.
Die schwedische Religionswissenschaftlerin Manon Hedenborg White hat sich mehrfach mit verschiedenen Aspekten der Rolle Hirsigs im religiösen System von Aleister Crowley auseinandergesetzt.

## Populärkultur
Die Beziehung zwischen Crowley und Hirsig spielt eine zentrale Rolle in zwei Veröffentlichungen der amerikanischen Boulevardpresse, die Mitte der 1920er Jahre unter dem Namen von Hirsigs Schwester Marian Dockerill publiziert wurden, jedoch dem US-amerikanischen Autor und Journalisten William Seabrook zugeschrieben werden.
Mit dem aufflammenden Interesse an Crowley ab den 1960er Jahren rückte auch Hirsig stärker in den popkulturellen Fokus. Die kalifornische Rockband The Ophelias veröffentlichte 1989 den Song "Leah Hirsig". Als Figur kommt sie in folgenden Filmen vor: Perdurabo (2003) von  Carlos Atanes,  In Search of the Great Beast (2007) von Robert Garofalo sowie Abbey of Thelema (2007) von Vincent Jennings und J. Grimm. Weitere Rocksongs sowie ein Roman beschäftigen sich mit ihrem Leben und ihrer Verbindung mit Crowley.

## Werke
- Leah Hirsig: The Magical Diaries of Leah Hirsig, 1923–1925: Aleister Crowley, Magick, and the New Occult Woman. Herausgegeben von Manon Hedenborg White und Henrik Bogdan, Oxford University Press, 2025